# 卫真街道
卫真街道，是中华人民共和国河南省周口市鹿邑县下辖的一个乡镇级行政单位。

## 行政区划
卫真街道下辖以下地区：
东关社区、小洪洼社区、北关社区、大李社区、付桥社区、城角社区、邓庄社区、谷堆洼社区、四新社区和杨园社区。